# Лагунов, Борис Исакович

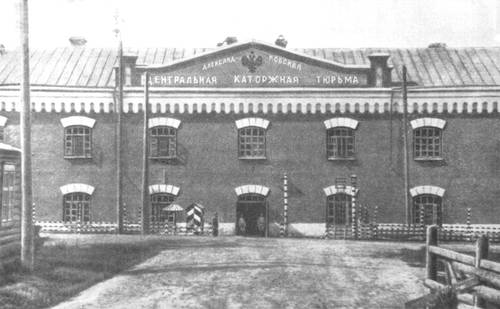
Александровский централ

Борис Исакович Лагунов (1880, с. Андреевка, Бердянский уезд, Таврическая губерния, Российская империя —   12 сентября 1938) — российский революционер, политик, член Украинской Центральной Рады.

## Биография
Еврейского происхождения. Сын нотариуса.
Окончил Киевский политехнический институт. С 1904 года участвовал в технической и пропагандистской работе партии социалистов-революционеров под кличкой «Алексей» в Киеве, Славянске, Брянске и Одессе.
За участие в революционной деятельности, подвергался преследованию царских властей. В конце 1909 года был арестован в Одессе и 11 сентября 1910 года осуждён за причастность к партии эсеров к ссылке на поселение в Преображенскую волость Иркутской губернии. Вскоре бежал из ссылки.
В том же году по приговору ПСР совершил покушение на начальника каторжной Горно-Зерентуйской тюрьмы И. И. Высотского (Высоцкого), который уравнял политзаключённых с уголовными и ввёл для первых телесные наказания. Шесть политзаключённых в знак протеста против жестокого обращения администрации попытались покончить жизнь самоубийством. Один из отравившихся — бывший член «Боевой организации эсеров» Е. Созонов умер.
Был арестован и в январе 1912 года приговорён за совершённое покушение к смертной казни, при конфирмации приговора заменённой 20 годами каторги. Наказание отбывал в 1912—1917 годах в Александровском централе в селе Александровском Иркутского уезда.
После Февральской революции в 1917 году освобождён. Избран членом Киевской окружной комиссии по делам выборов в Учредительное собрание Украинской Народной Республики. Позже, входил в состав Украинской Центральной Рады от русской фракции партии социалистов-революционеров.
Расстрелян в 1938 году.

## Сочинения
- Лагунов Б. И. Покушение на Высоцкого // Чемоданов Г. Н. Нерчинская каторга: Воспоминания бывшего начальника конвойной команды. М., 1930, С. 159—167.
- Лагунов Б. И. Поездка в Горный Зерентуй // Каторга и ссылка. Киев, 1924. С. 5 — 13.